# Nur aus Spass
Nur aus Spass erschien im Mai 2006 beim Label Buschfunk und wurde von Pankow von August bis Oktober 2006 auf der Jubiläumstournee zum 25. Geburtstag der Band auf die Bühne gebracht.

## Entstehungsgeschichte
Die Band hatte sich mit Thommy Harendt vom Tonstudio domino aus Berlin und der Technik für die Produktion des Albums in ein einzeln stehendes Haus in Klosterwalde, einen Ortsteil der Stadt Templin in der Uckermark, zurückgezogen. In nur 10 Tagen brachte die Band die 14 Songs des Albums aufs Band.

## Musikstil und Rezeption
Kompositionen und Texte stammen von André Herzberg und Kulle Dziuk mit Ausnahme der Coverversionen von Ironic und All I Wanna Do sowie des Remakes von Stille aus dem 1985er Album Hans im Glück. 
Ich hab Zeit wurde in Anlehnung an den Dylan-Song Like a Rolling Stone von Herzberg komponiert.
Die Songs Geld und Herz aus Stein wurden von Herzberg für die 2000 im Hans Otto Theater Potsdam uraufgeführte Revue Das kalte Herz nach dem gleichnamigen Märchen von Wilhelm Hauff geschrieben.

## Titelliste
1. Ich wart’ heut Nacht (Herzberg) – 5:01
2. Bleib mir mit Politik vom Leib (Herzberg) – 4:44
3. Du kannst mich haben (Herzberg) – 4:16
4. Nur aus Spass (Herzberg) – 5:41
5. Wenn du hier bei mir bist (Dziuk/Herzberg) – 3:48
6. Stille (Ehle/Frauke Klauke,Herzberg) – 4:26
7. Komisch (Ironic) (G. Ballard, A. Morissette/deutsch:Herzberg) – 4:39
8. Hallo Chaos (Herzberg) – 4:23
9. Geld (Herzberg, Dziuk/Herzberg) – 2:44
10. Herz aus Stein (Herzberg, Dziuk/Herzberg) – 3:48
11. Kleiner Mann, was nun (Herzberg, Dziuk/Herzberg) – 4:44
12. Alles was ich will (All I Wanna Do) (D. F. Baerwald, B. Bottrell, W. Cooper, S. Crow, K. M. Gilbert/deutsch:Herzberg) – 4:03
13. Ich hab Zeit (Herzberg) – 4:35
14. Am besten (Herzberg) – 2:27